# Canzoni e cicogne
Canzoni e cicogne, pubblicato nel 2000, è un doppio album dal vivo del cantautore milanese Roberto Vecchioni.

## Descrizione
Registrato nel marzo/aprile del 1999 al Teatro Carlo Felice di Genova, al Teatro Ponchielli di Cremona, al Teatro Verdi di Firenze, all'Auditorium Santa Chiara di Trento, al Teatro Nazionale di Milano, al Teatro Brancaccio di Roma, nel corso del tour teatrale Sogna ragazzo sogna, il doppio disco live racchiude alcuni dei momenti più importanti dell'intera produzione artistica di Roberto Vecchioni.
Come viene sottolineato da Vecchioni stesso, si tratta di un viaggio, una parabola, un percorso fatto di parole e note, che si dipana attraverso l'intreccio tra l'artista e il suo pubblico.
Vi sono inoltre due inediti in studio: la title track ed una cover di Vincent di Don McLean (che era già stata tradotta da Francesco De Gregori nel 1973 con il titolo Come un anno fa e cantata da Little Tony).
I due brani inediti, "Vincent" e "Canzoni e Cicogne" sono prodotti e arrangiati da Mauro Paoluzzi, suonati da Carlo Giardina basso, tastiere, è programmazioni, Roberto Segala batterie, M.Paoluzzi chitarre. Registrati e missati da Paolo Cingolani
La versione qui contenuta di "Canzone per Alda Merini" è arricchita, rispetto all'originale, della lettura finale di una poesia proprio ad opera della poetessa.
Il secondo cd contiene, tra gli altri brani, "Conversazione con una triste signora blu", "L'uomo che si gioca il cielo a dadi" ed infine una versione inedita di "Luci a San Siro".
Nel tour, e quindi in questo doppio cd live, Vecchioni è stato accompagnato da Gilberto Martellieri (pianoforte-tastiere), Fabio Moretti (chitarre elettriche ed acustiche), Lucio Bardi (chitarre elettriche ed acustiche), Andrea Polidori (batteria), Maurizio Porto (basso), Ilaria Biagini (flauto, tastiere e voce). Gli arrangiamenti sono di Gilberto Martellieri.

## Tracce

### CD1
1. Canzoni e cicogne - 4:38
2. El bandolero stanco - 5:53
3. Sogna ragazzo sogna - 5:01
4. A. R. - 3:54
5. La leggenda di Olaf - 5:55
6. Stranamore (Pure questo è amore) - 5:36
7. Il castello - 5:14
8. Dentro gli occhi - 5:45
9. Gli anni - 3:34
10. Che dire di lei - 4:07
11. Sestri Levante - 4:33
12. Alessandro e il mare - 4:54
13. Canzone per Alda Merini - 6:57

### CD2
1. Vincent - 5:35
2. Milady - 4:24
3. Conversazione con una triste signora blu - 5:31
4. Vorrei essere tua madre - 4:27
5. Per amore mio (Ultimi giorni di Sancho P.) - 5:00
6. La stazione di Zima - 6:53
7. L'uomo che si gioca il cielo a dadi - 4:31
8. Tommy - 5:04
9. Figlia - 5:32
10. Samarcanda - 4:22
11. Velasquez - 4:26
12. Blumun - 6:06
13. Luci a San Siro - 5:46

## Formazione
- Roberto Vecchioni - voce
- Fabio Moretti - chitarra acustica, chitarra elettrica
- Ilaria Biagini - tastiera, flauto, cori
- Maurizio Porto - basso
- Lucio Bardi - chitarra acustica, chitarra elettrica
- Andrea Polidori - batteria
- Gilberto Martellieri - tastiera, pianoforte